# Нью-Мартінсвілл (Західна Вірджинія)
Нью-Мартінсвілл (англ. New Martinsville) — місто (англ. city) в США, в окрузі Ветзел штату Західна Вірджинія. Населення — 5204 особи (2020).

## Географія
Нью-Мартінсвілл розташований за координатами 39°38′44″ пн. ш. 80°51′46″ зх. д. / 39.64556° пн. ш. 80.86278° зх. д. (39.645553, -80.862670).  За даними Бюро перепису населення США в 2010 році місто мало площу 7,02 км², з яких 6,92 км² — суходіл та 0,10 км² — водойми.

## Демографія
Згідно з переписом 2010 року, у місті мешкало 5366 осіб у 2340 домогосподарствах у складі 1477 родин. Густота населення становила 764 особи/км².  Було 2632 помешкання (375/км²).
Расовий склад населення:
| - 98,2 % — білих - 0,6 % — азіатів - 0,2 % — чорних або афроамериканців - 0,1 % — корінних американців |

До двох чи більше рас належало 0,6 %. Частка іспаномовних становила 0,6 % від усіх жителів.
За віковим діапазоном населення розподілялося таким чином: 20,5 % — особи молодші 18 років, 57,8 % — особи у віці 18—64 років, 21,7 % — особи у віці 65 років та старші. Медіана віку мешканця становила 46,5 року. На 100 осіб жіночої статі у місті припадало 89,5 чоловіків;  на 100 жінок у віці від 18 років та старших — 85,3 чоловіків також старших 18 років.
Середній дохід на одне домашнє господарство  становив 53 438 доларів США (медіана — 40 039), а середній дохід на одну сім'ю — 60 981 долар (медіана — 48 568). За межею бідності перебувало 19,7 % осіб, у тому числі 29,3 % дітей у віці до 18 років та 10,8 % осіб у віці 65 років та старших.
Цивільне працевлаштоване населення становило 1866 осіб. Основні галузі зайнятості: освіта, охорона здоров'я та соціальна допомога — 32,2 %, роздрібна торгівля — 12,8 %, мистецтво, розваги та відпочинок — 9,6 %, виробництво — 9,3 %.